# Llista d'asteroides/103301–103400
| Nom      | Designació provisional | Data de descobriment | Lloc de descobriment | Descobridor/s |
| -------- | ---------------------- | -------------------- | -------------------- | ------------- |
| 103301 - | 2000 AL49              | 5 de gener, 2000     | Socorro              | LINEAR        |
| 103302 - | 2000 AF50              | 5 de gener, 2000     | Višnjan Observatory  | K. Korlević   |
| 103303 - | 2000 AM50              | 6 de gener, 2000     | Višnjan Observatory  | K. Korlević   |
| 103304 - | 2000 AF53              | 4 de gener, 2000     | Socorro              | LINEAR        |
| 103305 - | 2000 AO53              | 4 de gener, 2000     | Socorro              | LINEAR        |
| 103306 - | 2000 AU53              | 4 de gener, 2000     | Socorro              | LINEAR        |
| 103307 - | 2000 AM54              | 4 de gener, 2000     | Socorro              | LINEAR        |
| 103308 - | 2000 AH55              | 4 de gener, 2000     | Socorro              | LINEAR        |
| 103309 - | 2000 AR55              | 4 de gener, 2000     | Socorro              | LINEAR        |
| 103310 - | 2000 AA56              | 4 de gener, 2000     | Socorro              | LINEAR        |
| 103311 - | 2000 AH56              | 4 de gener, 2000     | Socorro              | LINEAR        |
| 103312 - | 2000 AL56              | 4 de gener, 2000     | Socorro              | LINEAR        |
| 103313 - | 2000 AP56              | 4 de gener, 2000     | Socorro              | LINEAR        |
| 103314 - | 2000 AY56              | 4 de gener, 2000     | Socorro              | LINEAR        |
| 103315 - | 2000 AV59              | 4 de gener, 2000     | Socorro              | LINEAR        |
| 103316 - | 2000 AD60              | 4 de gener, 2000     | Socorro              | LINEAR        |
| 103317 - | 2000 AK60              | 4 de gener, 2000     | Socorro              | LINEAR        |
| 103318 - | 2000 AS60              | 4 de gener, 2000     | Socorro              | LINEAR        |
| 103319 - | 2000 AZ62              | 4 de gener, 2000     | Socorro              | LINEAR        |
| 103320 - | 2000 AN64              | 4 de gener, 2000     | Socorro              | LINEAR        |
| 103321 - | 2000 AX65              | 4 de gener, 2000     | Socorro              | LINEAR        |
| 103322 - | 2000 AH66              | 4 de gener, 2000     | Socorro              | LINEAR        |
| 103323 - | 2000 AA67              | 4 de gener, 2000     | Socorro              | LINEAR        |
| 103324 - | 2000 AB67              | 4 de gener, 2000     | Socorro              | LINEAR        |
| 103325 - | 2000 AC67              | 4 de gener, 2000     | Socorro              | LINEAR        |
| 103326 - | 2000 AD67              | 4 de gener, 2000     | Socorro              | LINEAR        |
| 103327 - | 2000 AQ68              | 5 de gener, 2000     | Socorro              | LINEAR        |
| 103328 - | 2000 AC69              | 5 de gener, 2000     | Socorro              | LINEAR        |
| 103329 - | 2000 AN69              | 5 de gener, 2000     | Socorro              | LINEAR        |
| 103330 - | 2000 AX69              | 5 de gener, 2000     | Socorro              | LINEAR        |
| 103331 - | 2000 AY69              | 5 de gener, 2000     | Socorro              | LINEAR        |
| 103332 - | 2000 AZ69              | 5 de gener, 2000     | Socorro              | LINEAR        |
| 103333 - | 2000 AN70              | 5 de gener, 2000     | Socorro              | LINEAR        |
| 103334 - | 2000 AZ72              | 5 de gener, 2000     | Socorro              | LINEAR        |
| 103335 - | 2000 AF75              | 5 de gener, 2000     | Socorro              | LINEAR        |
| 103336 - | 2000 AH77              | 5 de gener, 2000     | Socorro              | LINEAR        |
| 103337 - | 2000 AG78              | 5 de gener, 2000     | Socorro              | LINEAR        |
| 103338 - | 2000 AN78              | 5 de gener, 2000     | Socorro              | LINEAR        |
| 103339 - | 2000 AV79              | 5 de gener, 2000     | Socorro              | LINEAR        |
| 103340 - | 2000 AW81              | 5 de gener, 2000     | Socorro              | LINEAR        |
| 103341 - | 2000 AG82              | 5 de gener, 2000     | Socorro              | LINEAR        |
| 103342 - | 2000 AX83              | 5 de gener, 2000     | Socorro              | LINEAR        |
| 103343 - | 2000 AX84              | 5 de gener, 2000     | Socorro              | LINEAR        |
| 103344 - | 2000 AC85              | 5 de gener, 2000     | Socorro              | LINEAR        |
| 103345 - | 2000 AU85              | 5 de gener, 2000     | Socorro              | LINEAR        |
| 103346 - | 2000 AD86              | 5 de gener, 2000     | Socorro              | LINEAR        |
| 103347 - | 2000 AK86              | 5 de gener, 2000     | Socorro              | LINEAR        |
| 103348 - | 2000 AL86              | 5 de gener, 2000     | Socorro              | LINEAR        |
| 103349 - | 2000 AN87              | 5 de gener, 2000     | Socorro              | LINEAR        |
| 103350 - | 2000 AV88              | 5 de gener, 2000     | Socorro              | LINEAR        |
| 103351 - | 2000 AS89              | 5 de gener, 2000     | Socorro              | LINEAR        |
| 103352 - | 2000 AO90              | 5 de gener, 2000     | Socorro              | LINEAR        |
| 103353 - | 2000 AP90              | 5 de gener, 2000     | Socorro              | LINEAR        |
| 103354 - | 2000 AV90              | 5 de gener, 2000     | Socorro              | LINEAR        |
| 103355 - | 2000 AY90              | 5 de gener, 2000     | Socorro              | LINEAR        |
| 103356 - | 2000 AJ92              | 5 de gener, 2000     | Socorro              | LINEAR        |
| 103357 - | 2000 AM92              | 2 de gener, 2000     | Socorro              | LINEAR        |
| 103358 - | 2000 AE93              | 4 de gener, 2000     | Socorro              | LINEAR        |
| 103359 - | 2000 AH93              | 4 de gener, 2000     | Socorro              | LINEAR        |
| 103360 - | 2000 AS94              | 4 de gener, 2000     | Socorro              | LINEAR        |
| 103361 - | 2000 AR95              | 4 de gener, 2000     | Socorro              | LINEAR        |
| 103362 - | 2000 AV95              | 4 de gener, 2000     | Socorro              | LINEAR        |
| 103363 - | 2000 AL100             | 5 de gener, 2000     | Socorro              | LINEAR        |
| 103364 - | 2000 AP102             | 5 de gener, 2000     | Socorro              | LINEAR        |
| 103365 - | 2000 AZ103             | 5 de gener, 2000     | Socorro              | LINEAR        |
| 103366 - | 2000 AQ104             | 5 de gener, 2000     | Socorro              | LINEAR        |
| 103367 - | 2000 AZ105             | 5 de gener, 2000     | Socorro              | LINEAR        |
| 103368 - | 2000 AF107             | 5 de gener, 2000     | Socorro              | LINEAR        |
| 103369 - | 2000 AN109             | 5 de gener, 2000     | Socorro              | LINEAR        |
| 103370 - | 2000 AH111             | 5 de gener, 2000     | Socorro              | LINEAR        |
| 103371 - | 2000 AO113             | 5 de gener, 2000     | Socorro              | LINEAR        |
| 103372 - | 2000 AS113             | 5 de gener, 2000     | Socorro              | LINEAR        |
| 103373 - | 2000 AM114             | 5 de gener, 2000     | Socorro              | LINEAR        |
| 103374 - | 2000 AQ114             | 5 de gener, 2000     | Socorro              | LINEAR        |
| 103375 - | 2000 AT114             | 5 de gener, 2000     | Socorro              | LINEAR        |
| 103376 - | 2000 AX118             | 5 de gener, 2000     | Socorro              | LINEAR        |
| 103377 - | 2000 AG119             | 5 de gener, 2000     | Socorro              | LINEAR        |
| 103378 - | 2000 AM119             | 5 de gener, 2000     | Socorro              | LINEAR        |
| 103379 - | 2000 AH120             | 5 de gener, 2000     | Socorro              | LINEAR        |
| 103380 - | 2000 AN120             | 5 de gener, 2000     | Socorro              | LINEAR        |
| 103381 - | 2000 AP120             | 5 de gener, 2000     | Socorro              | LINEAR        |
| 103382 - | 2000 AC121             | 5 de gener, 2000     | Socorro              | LINEAR        |
| 103383 - | 2000 AF121             | 5 de gener, 2000     | Socorro              | LINEAR        |
| 103384 - | 2000 AG121             | 5 de gener, 2000     | Socorro              | LINEAR        |
| 103385 - | 2000 AU121             | 5 de gener, 2000     | Socorro              | LINEAR        |
| 103386 - | 2000 AK122             | 5 de gener, 2000     | Socorro              | LINEAR        |
| 103387 - | 2000 AS123             | 5 de gener, 2000     | Socorro              | LINEAR        |
| 103388 - | 2000 AX123             | 5 de gener, 2000     | Socorro              | LINEAR        |
| 103389 - | 2000 AN124             | 5 de gener, 2000     | Socorro              | LINEAR        |
| 103390 - | 2000 AL125             | 5 de gener, 2000     | Socorro              | LINEAR        |
| 103391 - | 2000 AZ125             | 5 de gener, 2000     | Socorro              | LINEAR        |
| 103392 - | 2000 AC127             | 5 de gener, 2000     | Socorro              | LINEAR        |
| 103393 - | 2000 AF127             | 5 de gener, 2000     | Socorro              | LINEAR        |
| 103394 - | 2000 AO127             | 5 de gener, 2000     | Socorro              | LINEAR        |
| 103395 - | 2000 AX127             | 5 de gener, 2000     | Socorro              | LINEAR        |
| 103396 - | 2000 AC129             | 5 de gener, 2000     | Socorro              | LINEAR        |
| 103397 - | 2000 AJ129             | 5 de gener, 2000     | Socorro              | LINEAR        |
| 103398 - | 2000 AS129             | 5 de gener, 2000     | Socorro              | LINEAR        |
| 103399 - | 2000 AM130             | 5 de gener, 2000     | Socorro              | LINEAR        |
| 103400 - | 2000 AO130             | 5 de gener, 2000     | Socorro              | LINEAR        |